# Stubborn Heart
Stubborn Heart je první studiové album amerického spisovatele a zpěváka Larryho „Ratso“ Slomana. Vydáno bylo 5. dubna 2019 společností Lucky Number, a to jako na kompaktním disku, tak i na gramofonové desce. Výrazný podíl na albu má Vincent Cacchione, který jej produkoval a obsluhuje řadu nástrojů. Dále na desce hráli či zpívali například Warren Ellis, Sharon Robinson a Shilpa Ray. Australský zpěvák Nick Cave se Slomanem zpívá v duetu „Our Lady of Light“. Kromě osmi písní, na kterých se Sloman podílel jako spoluautor (ve dvou případech samostatný autor), obsahuje deska také coververzi písně „Sad Eyed Lady of the Lowlands“ od Boba Dylana. Na albu se nachází také tři písně, které Sloman v osmdesátých letech napsal ve spolupráci s hudebníkem Johnem Calem. Text jedné z nich, nazvané „Caribbean Sunset“, bylo pozměněn, aby obsahoval také ženský pohled (tu část v písni zpívá Imani Coppola). Tato píseň původně vyšla na Caleově albu Caribbean Sunset (1984), „Dying on the Vine“ pochází z alba Artificial Intelligence (1985), zatímco píseň „Living in Moonlight“ hrál Cale v té době pouze při koncertech. Píseň „Living in Moonlight“ obsahuje sampl slov Listen to them, children of the night, what music they make! z filmu Dracula (1931) režiséra Toda Browninga.

## Obsazení
- Larry „Ratso“ Sloman – zpěv
- Vincent Cacchione – kytara, klavír, elektrické piano, baskytara, syntezátory, varhany, perkuse, bonga, zvonkohra, celesta, xylofon, marimba, vibrafon, zvony, tamburína, bicí, programování bicích, doprovodné vokály
- Yasmine Hamdan – zpěv
- Nick Cave – zpěv
- Magali Charron – housle, doprovodné vokály
- Patrick Curry – bicí, perkuse, tamburína, pískání
- Andrew Hoepfner – klavír, elektrické piano, varhany, baskytara, doprovodné vokály
- Shilpa Ray – perkuse, harmonium, smích
- Paul Shapiro – saxofon
- Imani Coppola – housle, zpěv
- Kyle Avallone – baskytara
- Jack Byrne – kytara
- Jon Catfish DeLorme – pedálová steel kytara
- Darwin Deez – kytara
- Warren Ellis – housle, altová flétna
- Eddi Front – zpěv
- Ruby Friedman – zpěv
- Sharon Robinson – zpěv